# Brama Świętego Szczepana
Brama Świętego Szczepana albo brama Lwów (arab. ‏باب الأسباط‎, Bab al-Asbat lub باب ستنا مريم, Bab Sittina Marjam; hebr. ‏שער האריות‎, Sza’ar ha-Arajot) – jedna z ośmiu bram Starego Miasta Jerozolimy. Jest to jedyna brama otwarta ku wschodowi. Przez bramę tę wchodzi się na teren Dzielnicy Muzułmańskiej.

## Pochodzenie nazw

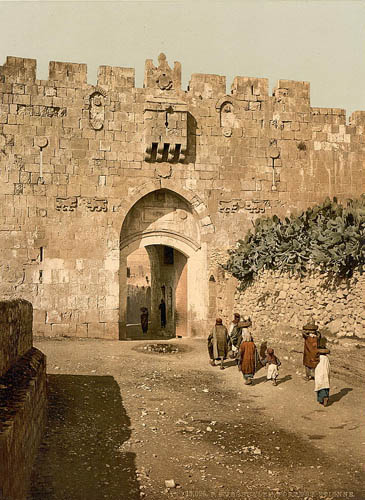
Brama Świętego Szczepana na początku XX wieku

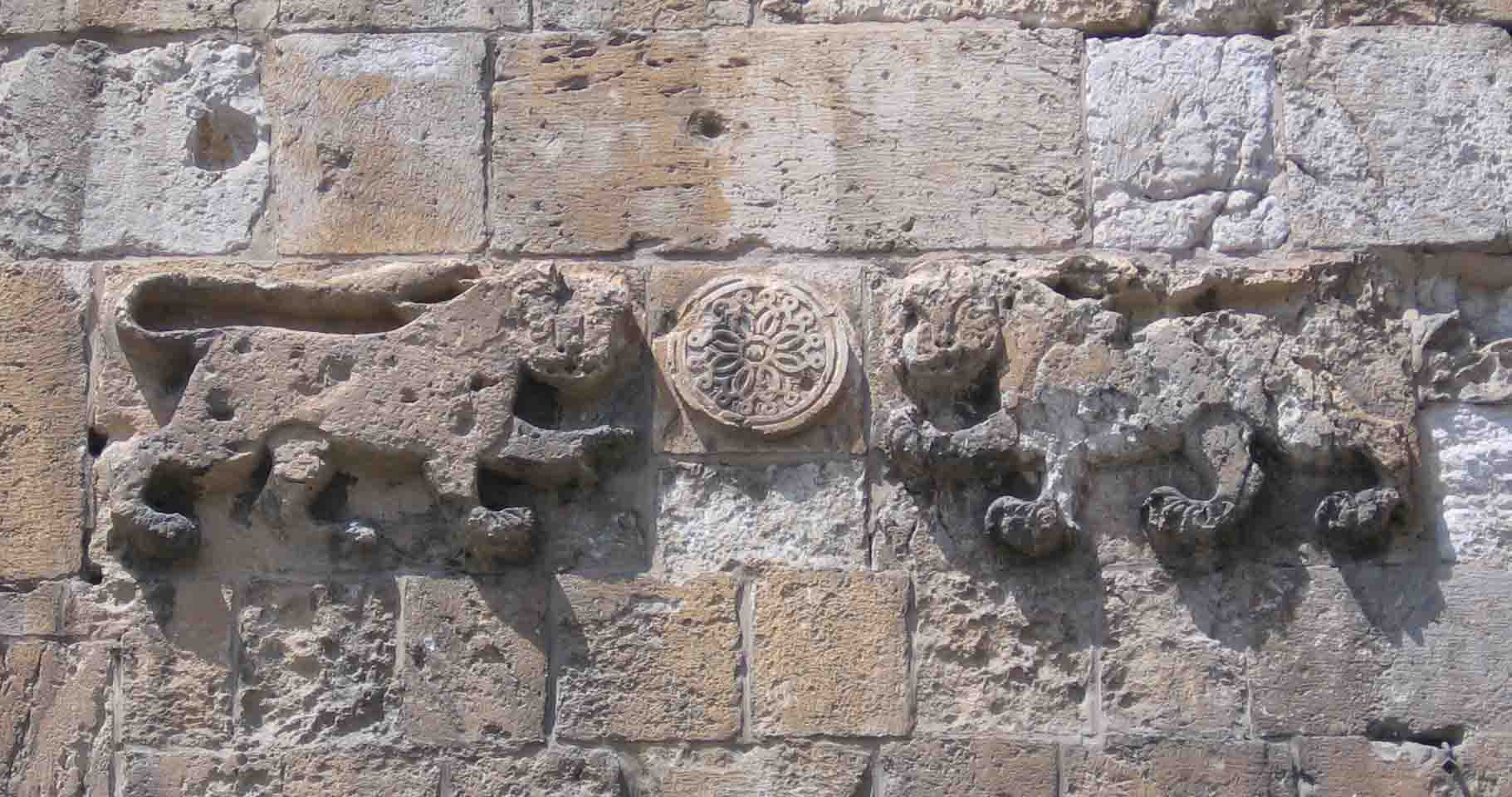
Symbole rodowe sułtana Bajbarsa na bramie Świętego Szczepana

Nazwa arabska (Bab Sittina Marjam) nawiązuje do tradycyjnego miejsca narodzin Matki Chrystusa, które pokazywane jest w położonym w pobliżu kościele św. Anny. 
Chrześcijanie zwykli nazywać ją bramą św. Szczepana, ukamienowanego poniżej bramy miejskiej w dolinie Cedronu (por. Dz 7,58).
Nazwana bramą Lwów ze względu na symbole rodowe sułtana Bajbarsa umieszczone na jej fasadzie od strony zewnętrznej.

## Historia
Brama Świętego Szczepana została wybudowana w 1538 roku przez sułtana Sulejmana Wspaniałego na miejscu wcześniejszej rzymskiej bramy.
Podczas wojny sześciodniowej w 1967 roku izraelscy spadochroniarze przeszli przez tę bramę i wywiesili izraelską flagę na Wzgórzu Świątynnym.

## Turystyka
Brama Świętego Szczepana znajduje się u wylotu ulicy Al-Mudżahidin, jednej z ważniejszych uliczek dzielnicy muzułmańskiej starej Jerozolimy. Od bramy Świętego Szczepana schodzi w kierunku Doliny Cedronu (błędnie utożsamianej Doliną Jozafata) z ulica Sza’ar ha-Arajot.
Przez bramę wchodzi na teren Starego Miasta uroczysta procesja upamiętniająca wjazd Chrystusa do Jerozolimy na osiołku (por. Mk 11,1-11).